# Dachauer Wasserturm
Il Dachauer Wasserturm è una torre dell'acqua, edificata all'inizio del XX secolo, che è stata il principale acquedotto cittadino di Dachau sino alla fine degli anni settanta. L'edificio è sotto tutela dei monumenti del Land della Baviera.

## Storia

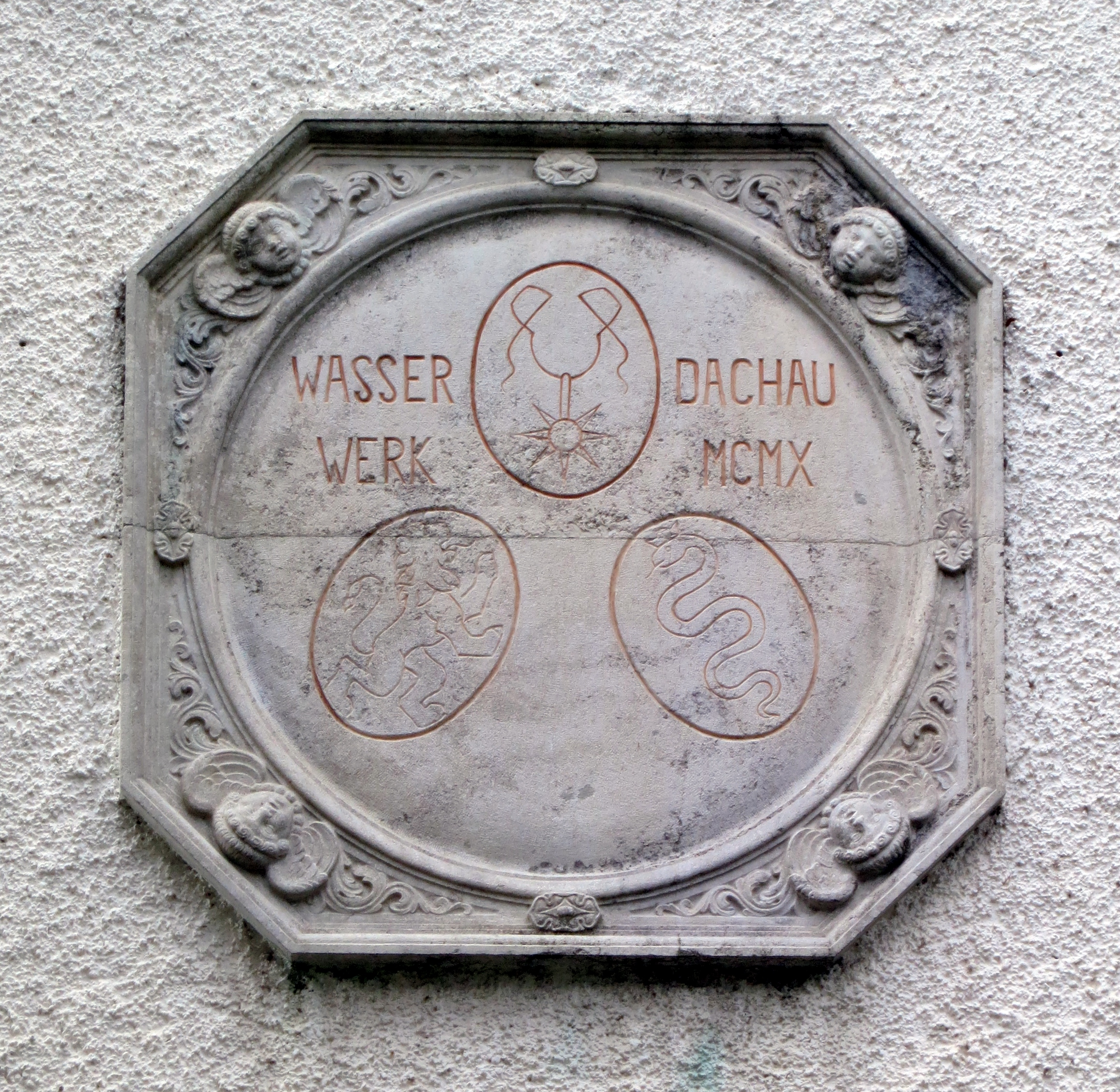
Targa sull'edificio che riporta la data 1910

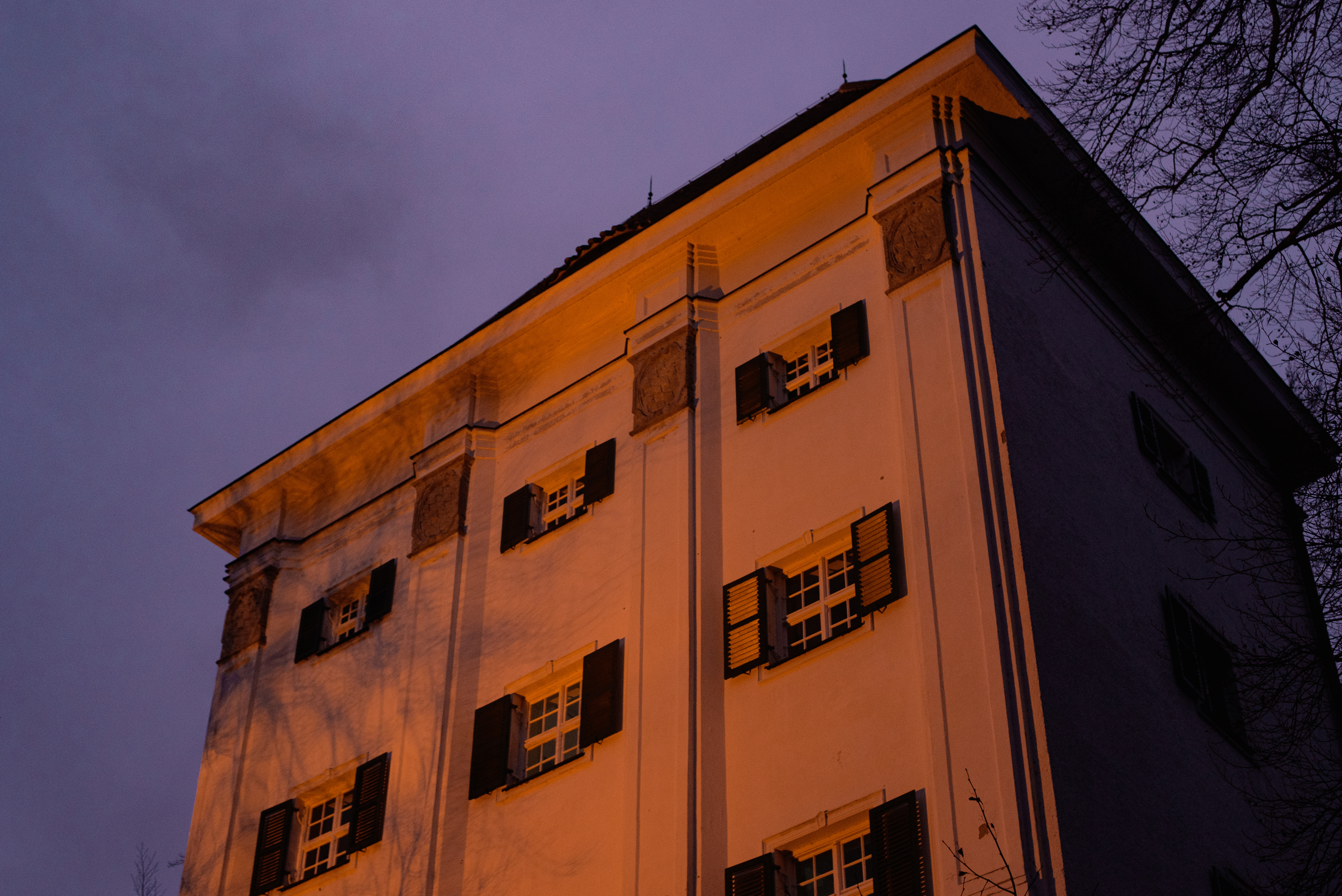
Immagine in notturna

Nel 1900 a Dachau si affrontò il problema della fornitura di acqua potabile anche perché non era possibile per ogni abitazione avere un suo pozzo, includendo pure le fontane pubbliche alimentate dall'Amper. La situazione igienica rischiava di diventare grave e per cambiare radicalmente il sistema di approvvigionamento idrico, nel 1906, si effettuarono trivellazioni nella zona di Günding scavando un pozzo profondo 62 metri, adatto a fornire acqua potabile gratuita. Venne prevista una torre di stoccaggio alta 29 metri; tuttavia, poiché l'edificio avrebbe dovuto essere costruito nelle immediate vicinanze del castello di Dachau, nacquero diverse obiezioni. Venne incaricata l'Associazione per l'arte popolare e il folklore di Monaco di pensare al progetto che si rifece allo stile tardo storicista. L'edificio venne inaugurato nel 1910. Dopo oltre mezzo secolo di attività, nel 1969 la torre dell'acqua perse la sua funzione originale sostituita da un nuovo serbatoio a Günding, con capacità maggiore. Nel 1988 si pensò alla sua demolizione e poi alla vendita dell'ex serbatoio dell'acqua, ma le trattative fallirono e la torre rimase in possesso della città. Dopo la presentazione di varie proposte per il suo utilizzo la torre è stata completamente ristrutturata e dal 1998 è divenuta sede comunale per eventi culturali e per mostre.

## Descrizione
Il Wasserturm si trova in posizione leggermente elevata ad ovest del castello di Dachau, nel centro cittadino. L'edificio, di notevole altezza, è sede comunale per attività culturali.